# Polisportiva Dinamo Sassari
Polisportiva Dinamo Sassari is een professionele basketbalclub uit Sassari, Italië die uitkomt in de Lega Basket Serie A.

## Geschiedenis
Polisportiva Dinamo Sassari is opgericht op 23 april 1960. In de FIBA Europe Cup haalde Dinamo Sassari één keer de finale. In 2019 wonnen ze van s.Oliver Würzburg uit Duitsland met een totaalscore over twee wedstrijden met 170-163. In 2015 werd Dinamo Sassari Landskampioen van Italië. In 2019 werden ze tweede. In 2014 en 2015 werd Dinamo Sassari Bekerwinnaar van Italië. In 2017 werden ze tweede. In 2014 en 2019 werden ze de Supercupwinnaar van Italië. In 2022 verloren ze de wedstrijd.

## Erelijst
- Landskampioen Italië: 1
  - Winnaar: 2015
  - Tweede: 2019

- Bekerwinnaar Italië: 2
  - Winnaar: 2014, 2015
  - Runner-up: 2017

- Supercupwinnaar Italië: 2
  - Winnaar: 2014, 2019
  - Runner-up: 2022

- FIBA Europe Cup: 1
  - Winnaar: 2019

## Sponsornamen
- 1974-1975: L.I.S.A. Parodi
- 1975-1979: Olio Berio
- 1979-1982: Sella&Mosca
- 1982-1983: Mercury Assicurazioni
- 1983-1990: Banca Popolare di Sassari
- 1990-heden: Banco di Sardegna

## Bekende (oud)-coaches
- Nenad Marković
- Massimo Bulleri
- Meo Sacchetti

## Bekende (oud-)spelers
| - Travis Diener - Emanuele Rotondo - Stefano Gentile - David Bell - Brian Fobbs | - Breein Tyree - Steven Hunter - Dexter Boney - Levi Randolph |